# Asplenium tsaratananense
Asplenium tsaratananense är en svartbräkenväxtart som beskrevs av Tard. Asplenium tsaratananense ingår i släktet Asplenium och familjen Aspleniaceae. Inga underarter finns listade.